# Nowa Synagoga w Częstochowie
Nowa Synagoga w Częstochowie - (zwana też Synagogą Postępową lub Deutsche Schule – nieistniejąca synagoga znajdująca się w Częstochowie u zbiegu ówczesnych ulic Spadek i Aleksandryjskiej, dziś Wilsona 16.
Była największą częstochowską synagogą i jednym z najbardziej charakterystycznych architektonicznie budynków miasta.

## Historia
Koncepcja budowy synagogi narodziła się w latach 80. XIX wieku wśród Żydów reformowanych przybyłych z Niemiec, dążących do asymilacji z narodem i kulturą polską. Wybrano komitet na czele z Henrykiem Markusfeldem i Henichem Templem oraz innymi zamożnymi przedstawicielami częstochowskiej gminy żydowskiej, których zadaniem było kierowanie pracami budowlanymi i organizacyjnymi. Budowę rozpoczęto w 1889, a zakończono w 1909.
Zaraz po wybudowaniu synagogi obok niej powstała szkoła kantorów, której absolwenci byli znani w całej Europie. 17 stycznia 1937 przy synagodze otwarto Instytut Judaistyczny. Kilka lat przed wojną, ze względu na duże koszty utrzymania i wielką hojność gminy żydowskiej na rzecz synagogi, dokonano nowego aktu prawnego, w oparciu o który stała się ona własnością gminy.
Synagoga na początku II wojny światowej została ograbiona z wszystkich cennych przedmiotów i następnie 25 grudnia 1939 spalona. Po zakończeniu wojny zachowane mury synagogi przez kilka lat niszczały, a w głównej sali modlitewnej, dzieci z pobliskich domów urządziły sobie boisko do gry w piłkę nożną.
W 1954 Orkiestra Symfoniczna zwróciła się do Kongregacji Wyznania Mojżeszowego w Częstochowie z propozycją przejęcia budynku synagogi, celem wyremontowania go i przeznaczenia na filharmonię.
31 grudnia 1954 zarząd Kongregacji Wyznaniowej bezpłatnie przekazał ruiny synagogi na rzecz Miejskiej Rady Narodowej. Zaznaczono jednak że budynek musi zostać odbudowany w takim stylu, jaki posiadała przed spaleniem. W 1955 na zgliszczach synagogi wybudowano zupełnie nowy, modernistyczny budynek, w którym tylko część ścian należy do dawnej synagogi. Obecnie mieści się w nim Filharmonia Częstochowska im. Bronisława Hubermana.
O synagodze przypomina tablica pamiątkowa z tekstem w czterech językach: polskim, angielskim, hebrajskim oraz jidysz, znajdująca się na ścianie filharmonii. Treść brzmi:
W październiku 2006 dokonano odkrycia w piwnicy jednego z domów w Częstochowie: odnaleziono kafle, którymi przed wojną była wyłożona główna sala modlitewna synagogi. Właściciele domu kupili płytki u pokątnego sprzedawcy w połowie lat 60. XX wieku, od człowieka, który pracował na budowach i przy rozbiórkach. O tym, że kafle pochodzą z synagogi upewnił Seweryn Szperling, jeden z ocalałych, częstochowskich Żydów.
W sierpniu 2007 podczas remontu i adaptacji piwnic filharmonii na siedzibę Częstochowskiego Stowarzyszenia Jazzowego natrafiono na pozostałości wapiennego muru, z którego została wzniesiona synagoga. W gruzie, którym najwyraźniej uzupełniano ubytki muru, pracownicy ekipy remontowej znaleźli fragment gzymsu okiennego. Przy ścianie natrafiono na zakamarek zamknięty filarem, a obok łuk konstrukcji. Całe odkrycie zostało wyeksponowane.

## Architektura
Murowany budynek synagogi wzniesiono na planie zbliżonym do prostokąta, w stylu klasycystycznym. Fasadę zdobił czterokolumnowy portyk zwieńczony trójkątnym przyczółkiem z tablicami Dekalogu i gwiazdą Dawida. Nad kolumnami widniał hebrajski napis: Otwórzcie bramy i sprowadźcie sprawiedliwemu ludowi stróża wiary. Bezpośrednio nad przedsionkiem wznosiła się niewysoka wieża zwieńczona kopułą opartą na kwadratowej podstawie.